# حارة سائلة جرب الذهب (صنعاء)
حارة سائلة جرب الذهب هي إحدى حارات حي السبعين بمديرية السبعين إحد مديريات العاصمة اليمنية صنعاء، بلغ تعداد سكانها 1268 نسمة حسب تعداد اليمن لعام 2004.